# Paradonkia
Paradonkia Ying Xu & C.L. Zhao è un genere di funghi basidiomiceti con specie lignicole appartenente alla famiglia Phanerochaetaceae Jülich. L'unica specie del genere, che deve il suo nome alla vicinanza filogenetica con Donkia Pilát, è P.farinacea Ying Xu & C.L. Zhao:  entità descritta sulla base di campioni raccolti presso Lingjiao, in Cina (provincia dello Yunnan), su angiosperma non identificata.

## Descrizione
Basidiomi annui, resupinati, adnati, di consistenza farinosa quando disidratati. Superficie imeniale liscia, da bianca a crema negli esemplari freschi, da crema pallido a crema grigiastro in quelli asciutti, immutabile a contatto con il KOH; margine sterile sottile.
Sistema monomitica: ife generative con setti semplici giunti a fibbia, non cianofile e non amiloidi. Cristalli abbondanti. Basidi strettamente clavati, leggermente flessuosi, a parete sottile, con giunto a fibbia basale, 4 sporici. Cistidi e cistidioli assenti. Spore con profilo ellittico, a parete sottile, non cianofile e non amiloidi.

## Generi simili
Descritto in base a studi filogenetici, il genere Paradontia si distingue morfologicamente da Donkia per la forma dei basidiomi e per l'imenoforo liscio e non odontoite o idnoide.